# Modern Chess Openings
Modern Chess Openings (habituellement appelé MCO) est une encyclopédie en anglais en un tome sur les ouvertures d'échecs, basée sur les arbres de variantes, parue pour la première fois en 1911 et qui en est à sa 15e édition en 2008. C'est le seul livre de son genre qui a été régulièrement mis à jour depuis sa première édition. Harry Golombek l'a appelé « la première étude scientifique des ouvertures au XXe siècle ».

## Éditions
Les premières éditions étaient suffisamment réduites pour tenir dans une poche (la première édition comptait 190 pages), mais les éditions ultérieures ont augmenté leur pagination, et la quinzième et la plus récente version compte 768 pages.
Bien que Handbuch des Schachspiels lancé par Paul Rudolf von Bilguer faisait plus autorité au moment où MCO a été lancé, le premier a été publié pour la dernière fois entre 1912 et 1916, et était obsolète vers les années 1930.
Les douze premières éditions de MCO ont utilisé la notation descriptive pour enregistrer les coups, et ce n'est qu'avec MCO-13 en 1990 que la série a commencé à utiliser la notation algébrique.
Depuis 1980, il y a eu d'autres ouvrages de référence sur les ouvertures pour rivaliser avec MCO. L'Informateur des échecs (en serbe : Šahovski Informator ; en anglais : Chess Informant) a ainsi publié L’Encyclopédie des ouvertures d'échecs, qui propose une liste massive des ouvertures en 5 volume classée selon leur code ECO. Ces ouvrages sont destinés aux experts. Nunn's Chess Openings (NCO), publié en 1999, est, en un volume, intermédiaire par sa complexité entre MCO et l'Encyclopédie des ouvertures d'échecs ; NCO ne présente aucune explication verbale à destination des joueurs faux-débutants voire intermédiaires ; il a gagné une excellente critique de la part des spécialistes, mais a été un relatif échec commercial. Batsford Chess Openings (BCO), édité en 1982 et réédité en 1989, a été un succès commercial, notamment parce qu'il affichait la signature de Garry Kasparov. Cet ouvrage vise en un volume le même public que MCO, voire un public moins qualifié, n'ayant pas de prétention d'exhaustivité. Enfin, en 2009, le Grand maître international Paul van der Sterren a publié Fundamental Chess Openings (FCO) mais il s'agit plus d'un livre d'idées que de variantes, et il est destiné plus aux joueurs débutants et peu expérimentés.
| N° Édition | Année | Auteurs | Éditeur                  |
| ---------- | ----- | --- | ------------------------ |
| 1          | 1911  | Richard Griffith (joueur d'échecs) (en) et John Herbert White (en), avec une introduction par Henry Atkins                                                        | British Chess Magazine   |
| 2          | 1913  | R. C. Griffith et J. H. White, avec une introduction par H. E. Atkins                                                                                             | Longman, Green & Co.     |
| 3          | 1916  | R. C. Griffith et J. H. White, avec une introduction par H. E. Atkins                                                                                             | Longman, Green & Co.     |
| 4          | 1925  | R. C. Griffith et J. H. White, complètement révisée par R. C. Griffith, M. E. Goldstein, et Philip Walsingham Sergeant (en)                                       | Whitehead & Miller       |
| 5          | 1932  | R. C. Griffith et J. H. White, complètement révisée par P. W. Sergeant, R. C. Griffith, et M. E. Goldstein                                                        | Whitehead & Miller       |
| 6          | 1939  | R. C. Griffith et J. H. White, complètement révisée par Reuben Fine, R. C. Griffith, et P. W. Sergeant                                                            | Whitehead & Miller       |
| 7          | 1946  | R. C. Griffith et J. H. White, complètement révisée par Walter Korn (en) sous la direction éditoriale de R. C. Griffith et P. W. Sergeant                         | Sir Isaac Pitman & Sons  |
| 8          | 1952  | complètement révisée par Walter Korn | Sir Isaac Pitman & Sons  |
| 9          | 1957  | complètement révisée par Walter Korn et John W. Collins (en) | Sir Isaac Pitman & Sons  |
| 10         | 1965  | complètement révisée par le Grand maître international Larry Evans sous la direction éditoriale de Walter Korn                                                    | Sir Isaac Pitman & Sons  |
| 11         | 1972  | Walter Korn | Sir Isaac Pitman & Sons  |
| 12         | 1982  | Walter Korn | David McKay Publications |
| 13         | 1990  | Walter Korn, révisée par le grand maître international Nick de Firmian. Les sections sur l'ouverture anglaise et le début Réti ont été écrites par Bruce Leverett | David McKay Publications |
| 14         | 1999  | complètement révisée par Nick de Firmian, avec des contributions de John Fedorowicz, John Donaldson (en) et Elliot Winslow                                        | David McKay Publications |
| 15         | 2008  | complètement révisée par Nick de Firmian | Random House             |